# Ambaddi
Ambaddi (Ambadi Viswam, egentligen Vadakkoot Viswanatha Menon), född 15 januari 1927 i Kochi i Kerala, död 3 maj 2019, var en indisk politiker och under en tid minister i delstaten Kerala. Han var en av de åtalade efter kommunistiska gruppers angrepp mot polisstationen i Edappally och en av ledarna för Communist Party of India (Marxist-Leninist) i Kerala. Vid partikongressen 1970 valdes Ambaddi in i partiets centralkommitté, men bara två månader senare lämnade han partiet för att gå med i Kongresspartiet. Han var mångårig fackföreningsman inom hamnarbetarbranschen.